# Conrad Abée
Conrad Abée (* 23. April 1806 in Wolfhagen; † 8. November 1873 in Marburg an der Lahn) war ein kurhessischer Politiker und Minister.

## Herkunft
Er entstammt einer Chirurgenfamilie nicht-hugenottischer Abstammung und war mit Ernst Abbe verwandt. Seine Eltern waren der Amtschirurg Johann Christoph Wilhelm Abée (1765–1819) und dessen Ehefrau Anna Catharina geb. Gesecke.

## Leben
Abée wuchs in ärmlichen Verhältnissen auf. Noch während er zur Schule ging, begann er eine Tätigkeit als Amtsschreiber. Nach dem 1830 bestandenen Abitur in Fulda studierte er Rechtswissenschaft und Philosophie an der Universität Marburg. Dort trat er der „Alten Burschenschaft Alemannia“ bei. 1833 wurde er Referendar im Justizministerium des Kurfürstentums Hessen in Kassel. Dort wurde er 1835 Sekretär, 1843 vortragender Rat und 1846 Kabinettsrat.
1848 wurde er als Obergerichtsrat nach Rinteln versetzt. 1853 wurde er Präsident des kurhessischen Oberappellationsgerichts. Im Jahr 1858 entsandte ihn Kurfürst Friedrich Wilhelm als Vertreter Kurhessens in die Deutsche Bundesversammlung.
1860 wurde er zum Justizminister, später auch zum Minister der auswärtigen Angelegenheiten und des kurfürstlichen Hauses berufen. Nach der Annexion Kurhessens durch Preußen im Jahre 1866 zog er sich nach Marburg zurück, wo er 1873 verstarb.

## Familie
Er heiratete am 22. Oktober 1837 in Kassel die Freiin Sophie von Wrede und hatte mit ihr zwölf Kinder, darunter:
- Emilie ⚭ Eduard Vilmar (4. Dezember 1832 – 30. März 1872), evangelischer Theologe und Orientalist
- Carl Heinrich August Ernst (* 16. September 1843), Dr. med.[1]